# Il grande mare dei Sargassi
Il grande mare dei Sargassi è un romanzo postcoloniale di Jean Rhys, scrittrice britannica di origini caraibiche, pubblicato nel 1966. L’autrice era rimasta pressoché sconosciuta al grande pubblico da quando aveva fatto la sua prima apparizione con il romanzo Good Morning, Midnight pubblicato nel 1939. Rhys pubblicò altri libri prima de Il grande mare dei Sargassi, ma fu proprio quest’ultimo ad avere un grande successo commerciale e a significare un rinnovato interesse nella precedente produzione letteraria dell’autrice.
Il romanzo costituisce il prequel ed una risposta femminista ed anticoloniale al celebre romanzo Jane Eyre di Charlotte Brontë (1847), descrivendo infatti le circostanze e le dinamiche del primo matrimonio del signor Rochester (nome tuttavia mai citato nel romanzo di Rhys) dal punto di vista della sua prima moglie, l’ereditiera creola Antoinette Cosway. Quest’ultima rappresenta la versione di Rhys della demoniaca "madwoman in the attic" (la pazza donna del sottotetto) di Charlotte Brontë. La storia di Antoinette è presentata a partire dal tempo della sua giovinezza trascorsa in Giamaica fino al suo infelice matrimonio con un non specificato gentleman inglese, il quale la rinomina Bertha, la fa dichiarare pazza e la porta con sé in Inghilterra. Antoinette è rappresentata come facente parte di un’oppressiva società patriarcale, e come perennemente in bilico tra il mondo europeo e il mondo prevalentemente nero delle Indie occidentali, divenendo così incarnazione del dramma esistenziale dei creoli, né europei né neri. In definitiva Il grande mare dei Sargassi esplora l’intricato sistema di relazioni tra uomo e donna e sviluppa temi postcoloniali quali quello del razzismo, della deportazione e dell’assimilazione.

## Trama
Il romanzo inizia nel periodo immediatamente successivo all'abolizione dello schiavismo nella Giamaica sotto il controllo inglese. La protagonista Antoinette narra la storia della sua vita dall'infanzia fino al matrimonio concordato con un inglese (Mr. Rochester da Jane Eyre). Mentre il romanzo e la loro relazione si sviluppano, Antoinette, che il marito rinomina Bertha, cade in preda alla follia. Il romanzo termina in Inghilterra, con la fatale decisione di Bertha di bruciare la tenuta e saltare dal tetto.
Il romanzo è diviso in tre parti. La prima parte è narrata da Antoinette. Descrive le sue esperienze dell'infanzia e aggiunge il fatto che sua madre è in manicomio, che è coerente con Jane Eyre. La seconda parte è narrata dal punto di vista del marito in seguito al matrimonio. Uno dei punti fondamentali e catalizzatori del crollo di Antoinette è il sospetto che ciascuno di essi incomincia a nutrire per l'altro. La vecchia balia di Antoinette e l'uomo cui Rochester si affida alimentano la diffidenza tra i due. Questo senso di paranoia e la delusione provocata dal loro matrimonio, probabilmente accentuano la già precaria salute mentale di Antoinette. La parte più breve, la terza, è ancora narrata dalla prospettiva di Antoinette, ora conosciuta come Bertha. Traccia la sua relazione con Grace, l'inserviente a cui è stata affidata in Inghilterra e la sequenza finale di pensieri che la portano alla fine della sua vita.

## Tematiche principali
Il grande mare dei sargassi è solitamente etichettato come una risposta postmoderna e postcoloniale a Jane Eyre. Una delle peculiarità postmoderniste è l'uso di più voci per raccontare la storia. Un'altra è il rapporto intertestuale con Jane Eyre. Infine la Rhys introduce un'argomentazione postcolonialista quando collega il rifiuto di Antoinette da parte del marito al suo retaggio creolo (uno dei motivi principali della pazzia di Antoinette). 
Il mondo in cui Antoinette vive è una società patriarcale. Il convento in cui Antoinette è mandata da sua zia Cora rappresenta una bolla di matriarcalità all'interno del mondo patriarcale. La sua fine può essere vista come il suo spirito schiacciato dall'oppressivo mondo maschile intorno a lei e la sua identità le è strappata dal marito. La sua individualità, per esempio il suo nome è Antoinette Mason, nata Cosway, è strappata via: prima le viene preso il suo cognome, dovendo prendere quello del patrigno, infine anche il suo nome viene cambiato in 'Bertha'.

## Filmografia
- Fiamme di passione (Wide Sargasso Sea) (1993)
- Wide Sargasso Sea (2006) Film TV